# Anant Singh
Anant Singh (Durban, 29 de maio de 1956) é um produtor cinematográfico sul-africano. Como reconhecimento, recebeu indicação ao BAFTA 2014.